# Feu vert (émission de télévision)
 (novembre 2018).
Si vous disposez d'ouvrages ou d'articles de référence ou si vous connaissez des sites web de qualité traitant du thème abordé ici, merci de compléter l'article en donnant les références utiles à sa vérifiabilité et en les liant à la section « Notes et références ».
Pour les articles homonymes, voir Feu vert.
Feu vert était une émission de la télévision belge RTB/RTBF 1 destinée à la jeunesse, diffusée en direct le mercredi après-midi et présentée par Jacques Careuil à partir du 5 octobre 1966 accompagné par André Remy.  Apparaissaient dans l'émission Jean Grégoire, Lisette, Renée Fuks, Yvan Baudouin, José Thomas, René Hausman, Marion, Alice De Vyver et Lucien Froidbise.     
André Remy assurera la présentation accompagné par Florine et Willy Vandervorst lors du départ de Jacques Careuil à la fin de l'été 1978.  La dernière diffusion de l'émission eût lieu en mai 1980.     

## Principe de l'émission
L'émission comprenait la diffusion d'un feuilleton télévisé, des variétés et un jeu pour les jeunes de 7 à 15 ans - compétitions soit sportives ou intellectuelles entre deux équipes.   Vous aviez notamment la rubrique "Jeunes talents" où des jeunes qui exerçaient une activité particulière (musique - peinture - bricolage - activité sportive ou danse) étaient invités, la rubrique animale, les reportages d'Yvan Baudouin et Lucien Froidbise.   Certaines années, les émissions furent diffusées en direct depuis une ville en province notamment à Huy, Jodoigne (salle des Rendanges), Arlon... les jeux en vedette où s'affrontaient deux équipes sur des questions "intellectuelles" ou sportives.